# 伊萊·沃勒克
伊萊·赫歇尔·沃勒克（英語：Eli Herschel Wallach，1915年12月7日—2014年6月24日）是一名美国电影、电视以及舞台剧演员。自从20世纪40年代出道以来，他活跃了超过60年的时间。他曾经同多位大明星合作过，包括克林特·伊斯特伍德、史蒂夫·麦奎因、克拉克·盖博等人。

## 生平
沃勒克出生在纽约布鲁克林的小意大利，他的父母是从波兰移民到美国的犹太人。在意大利人为主的社区内，他们家是少有的犹太人。他在德克薩斯州大學奧斯汀分校获得了文学学士的学位，然后又在一家业余学校了学习了表演。1945年，他开始在百老汇展露头角，51年的时候赢得了一个托尼奖。1956年，他出演了一部由戏剧改编的电影，由此进入了一个新的领域。1960年，在由黑泽明七武士改编而来的西部片《豪勇七蛟龙》中，沃勒克饰演了本片大反派，一名墨西哥强盗。而同他表演对手戏的西部牛仔们都是些明星。实际上在出演这部影片的时候，他并不精通骑术。后来他又参与了多部西部片以及战争片的演出，1967年他担当了西部片《黄昏三镖客》的三名主演之一。这部影片是镖客三部曲的最后一部，在本片中他饰演一名墨西哥强盗，为了争夺一批黄金而与另外两名角色斗智斗勇。
1990年代时，已经超过75岁的沃勒克依然活跃在荧幕上，並於《教父3》飾演老謀心算的黑手黨教父阿爾托貝羅閣下。他又出演了一系列电视节目。一直到2004年，他还接下了一部戏剧的演出任务。2005年他出版了一本个人传记《好人、坏人与我》（The Good, The Bad And Me: In My Anecdotage），这个标题来源于《黄昏三镖客》的原文片名《善的、惡的，以及醜的》（The Good, The Bad And The Ugly），其中丑角正是由沃勒克扮演的。2010年，他荣获了奥斯卡荣誉奖。

## 死亡
沃勒克於2014年6月24日因自然原因去世，享年98歲。他的遺體被火化。